# Ормузки проток
Ормузкият проток или Хормузки проток (на арабски: مضيق هرمز - Madīq Hurmuz, на персийски: تنگه هرمز – Tangeh-ye Hormoz) е проток между Арабския полуостров (полуостров Мусандам) и континенталната част на Западна Азия, свързващ Оманския залив на югоизток и Персийския залив на запад. Северното му крайбрежие принадлежи на Иран, а южното му е омански ексклав и територия на Обединените арабски емирства. Протокът е с дължина 150 km и широчина в най-тясната си част 55,6 km. Минимална дълбочина на фарватера 71 m. Разделен е на 2 транспортни коридора, всеки от които с ширина около 2,5 km с буферна 5-километрова зона между тях. Проливът е единственият морски път за износ на нефт и природен газ от района на Персийския залив за световния пазар. Най-голямо пристанище е иранския град Бендер Абас.
Етимологически името на протока идва от остров Ормузд, разположен в него (Ормузд е богът на доброто в зороастризма).
Геостратегически проливът е важен за световната сигурност. На 18 април 1988 г. американският флот по време на ирано-иракската война потапя иранската фрегата „Саханд“ и няколко по-малки ирански патрулни кораба. На 3 юли 1988 г. над водите на протока е свален ирански пътнически самолет Airbus A300 – загиват 290 души.